# 原陽一
原　陽一（はらよういち）は、日本の経済学者。専門は会計学。立命館大学経営学部教授。

## 経歴
- 1972年 - 東京教育大学附属駒場高等学校卒業
- 1977年 - 国際基督教大学卒業
- 1989年 - 明治大学大学院商学研究科博士後期課程　単位取得退学
- 1989年 - 立命館大学経営学部助教授
- 1996年 - 同教授

## 論文・著書
- 『企業会計－実務・理論・制度』（野村秀和編著）､青木書店、1992年